# Ubida
Ubida és un gènere d'arnes de la família Crambidae.

## Taxonomia
- Ubida amochla Turner, 1922
- Ubida hetaerica Turner, 1911
- Ubida holomochla Turner, 1904
- Ubida ramostriellus (Walker, 1863)